# Frans Tuinstra

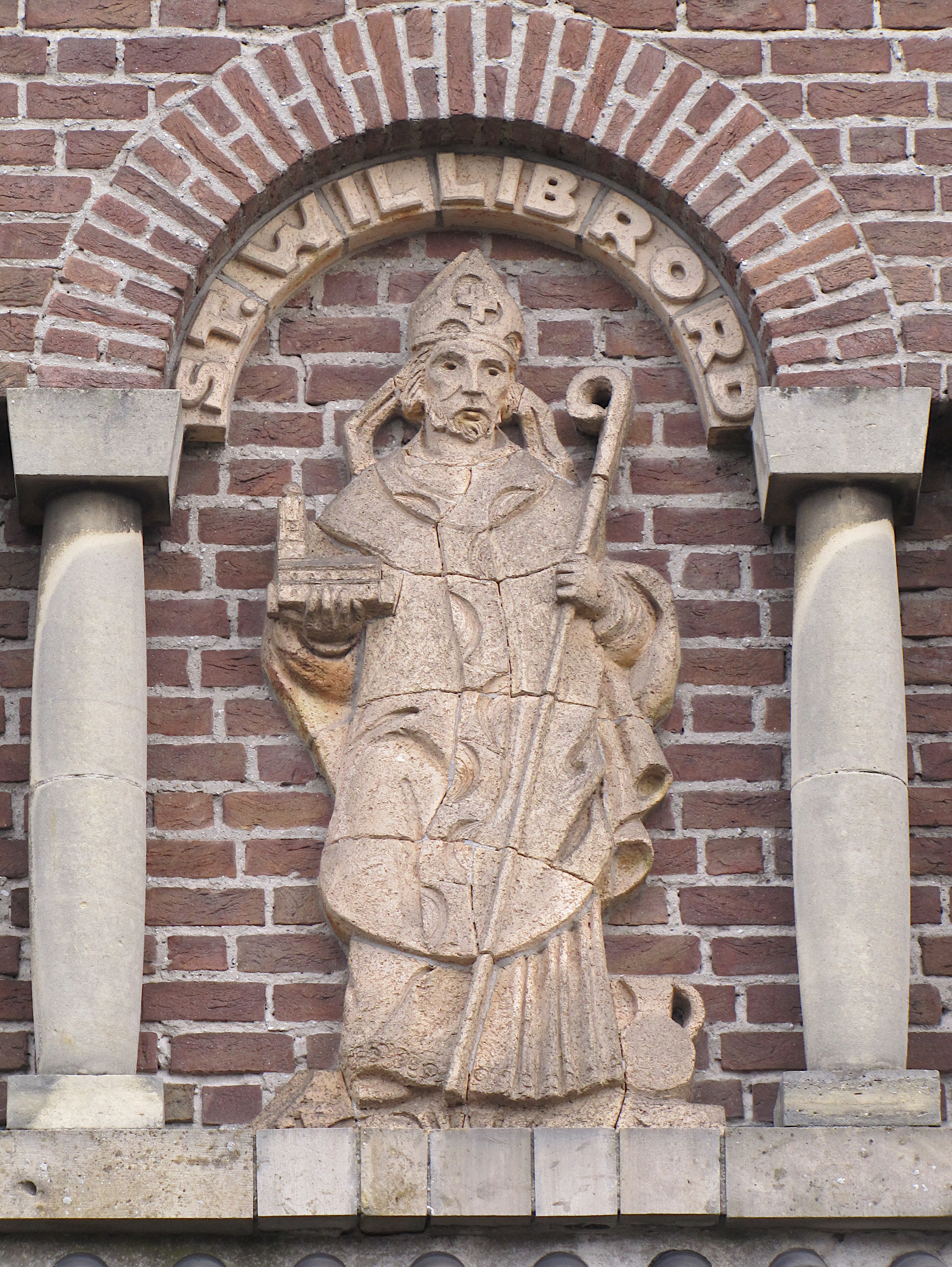
Sint Willibrordus (1951) in Helenaveen

Marie Frans Tuinstra (Maastricht, 25 augustus 1923 – Eindhoven, 3 juni 2006) was een Nederlands keramist.

## Leven en werk
Frans Tuinstra was een zoon van Fons Tuinstra (1897-1971), leraar en auteur, en Maria Thewissen (1898-1970). Hij werd opgeleid aan de Stadsacademie voor Toegepaste Kunsten in Maastricht als leerling van Charles Vos. Tuinstra en studiegenoten Piet Killaars, Rob Stultiens en Frans Timmermans deden in 1946 eindexamen. Hij ging aan het werk bij keramiekbedrijf Russel-Tiglia in Tegelen, waar een keramische afdeling voor plastisch werk was opgericht. In 1956 verliet hij het bedrijf en vestigde hij zich als zelfstandig pottenbakker. Hij had tot ca. 1988 een eigen atelier in een van de bijgebouwen van kasteel Neercanne, waar eerder een bakkerij was gevestigd. Hij gaf daarnaast les aan de School voor Vrije Uren in Maastricht.
Tuinstra maakte onder andere keramisch vaatwerk, tegeltableaus, gevelstenen, reliëfs en christelijk-religieuze voorstellingen. Hij trouwde in 1951 met Jeannie Janssen (1920-1995), zij hielp hem bij zijn werk, met name met glazuren. Tuinstra maakte vermoedelijk ook de calvariegroep op het graf van zijn schoonouders Janssen-Oberndorff bij de Kerk van Sint-Pieter boven. Hij debuteerde als exposant in 1947 bij Kunsthandel Dejong-Bergers in Maastricht. Prof. J.B. Knipping, hoogleraar esthetica en kunstgeschiedenis, verzorgde de opening, volgens Knipping had Tuinstra een eigen artistieke vormgeving en een eigen materiaalbehandeling. Tuinstra nam verder onder andere in 1954 deel aan tentoonstellingen van Limburgse kunstenaars in het Suermondt Museum in Aken en het Bisschoppelijk College in Weert, waaraan ook kunstenaars als Killaars, Hubert Levigne, Albert Meertens, Joep Nicolas en Renald Rats meewerkten. Het jaar erop was in het Limburgs paviljoen op de Nationale Energie Manifestatie 1955 in Rotterdam een Madonna van Tuinstra te zien. In het buitenland werd zijn werk onder meer getoond tijdens de Expo 58 in Brussel, een tentoonstelling van Nederlandse Keramische Kunst in New York (1959) en de Internationale tentoonstelling van keramische kunst in het Italiaanse Gualdo Tadino (1960). Zijn werk is opgenomen in de collecties van het Museum of Modern Art en het Keramiekcentrum Tiendschuur.
Frans Tuinstra overleed op 82-jarige leeftijd.

## Enkele werken
- Mariabeeld voor de Vredeskapel in Tegelen. Na vernieling vervangen door een beeld van Jac Bongaerts, naar een ontwerp van Charles Grips.
- Mariabeeld voor de tuin van het Canisius College in Nijmegen.
- Reliëf van de Sint-Theresiakapel in Tegelen
- 1948 Mariabeeld voor de Mariakapel op de Kleikoeleberg in Nieuwenhagen/Nieuwenhagerheide. Maria, Koningin van de Vrede, draagt Jezus op haar rechterarm en houdt met haar linkerhand een vredesduif vast.
- 1949 kerstgroepen van zestien beelden voor de Sint-Christoffelkathedraal in Roermond en de Sint-Martinuskerk in Weert.[8]
- 1950 Corpus voor het veldkruis aan 't Bùsjelke te Noorbeek. In 2012 is het corpus aan het kruis vervangen door een kunststoffen replica. Het originele corpus is gerestaureerd en te bezichtigen in de Sint Brigida kapel voor de Sint Brigida kerk te Noorbeek.
- 1951 gevelreliëf van Sint Willibrordus en beelden van het H. Hart, Antonius, Donatus, Gerardus, Willibrordus, Jozef en O.L. Vrouw voor de Sint-Willibrorduskerk in Helenaveen.
- 1951 twee zijaltaarreliëfs voor de Sint-Gabriëlkerk in Haastrecht. Uitgevoerd door Atelier St. Joris in Beesel.
- 1954 gevelreliëfs van Martinus, Dr. Poels en een gezin in de wijk Keent in Weert.
- 1955-1956 grafmonument voor Gertrude Dehue-Smeets bij de Kerk van Sint-Pieter boven. Zij was een oud-buurvrouw van Tuinstra's vader.
- 19?? kruisweg voor de O.L. Vrouw van Altijddurende Bijstandkerk in Milsbeek.
- 1956 reliëfs voor hoofdingang de Maastorenflat aan de Schiedamsedijk (hoek Vasteland) in Rotterdam.
- 1961 Christoffelbeeld voor de Sint-Christoforuskerk in Caberg.
- 1964 keramisch plastiek in het trappenhuis van het dr. J.H. Jansenziekenhuis in Emmeloord.[9]

## Galerij

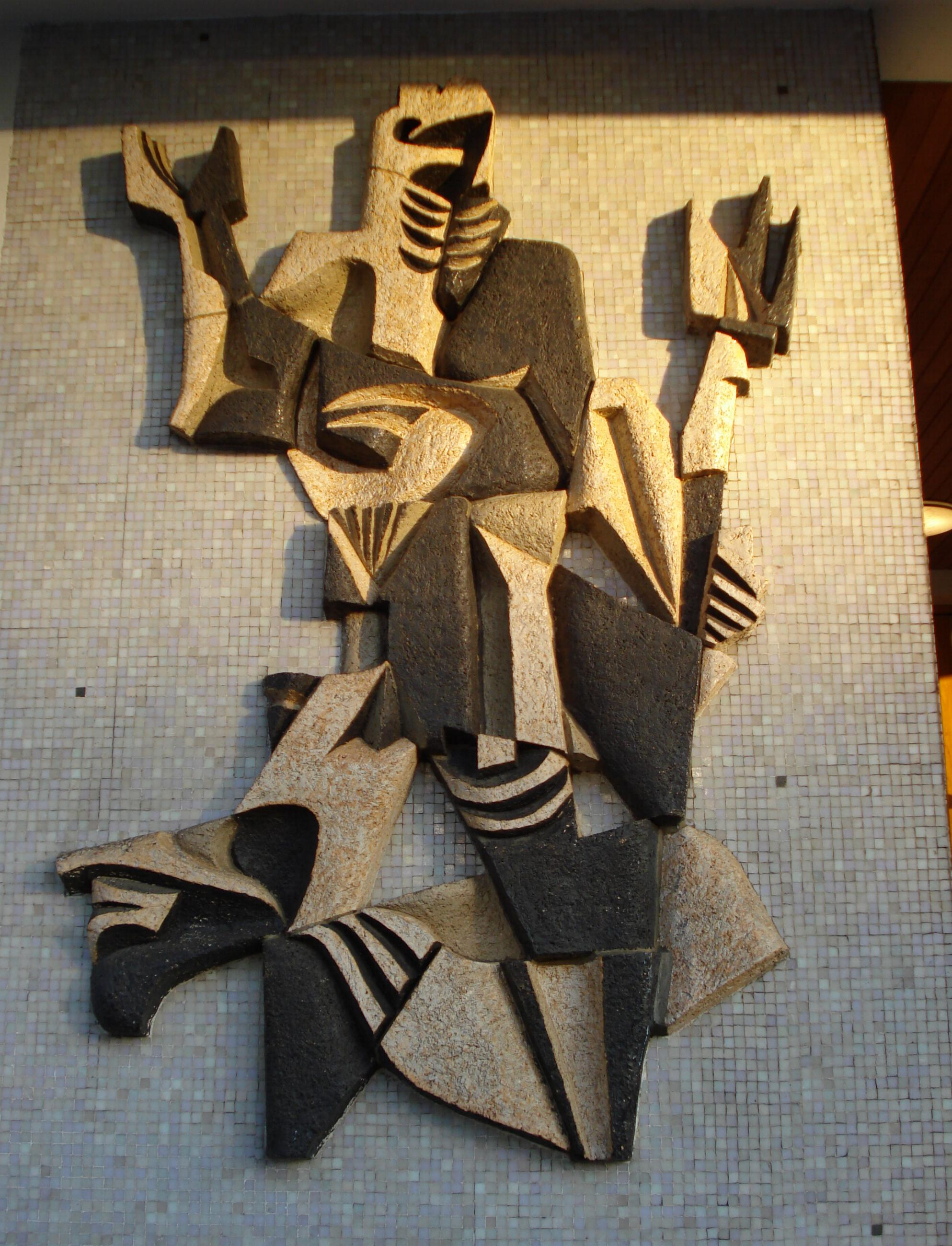
reliëf Maastorenflat
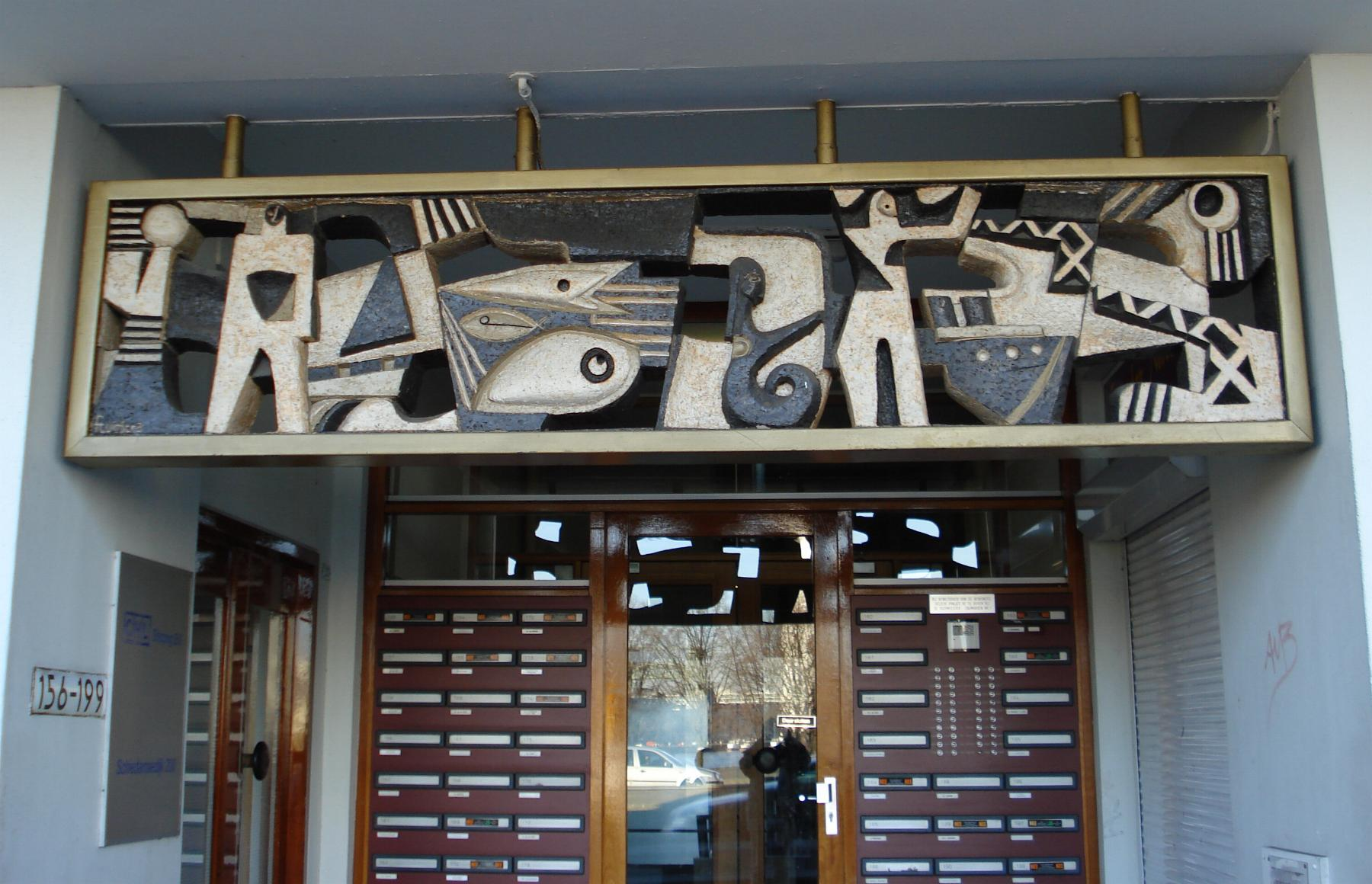
reliëf Maastorenflat
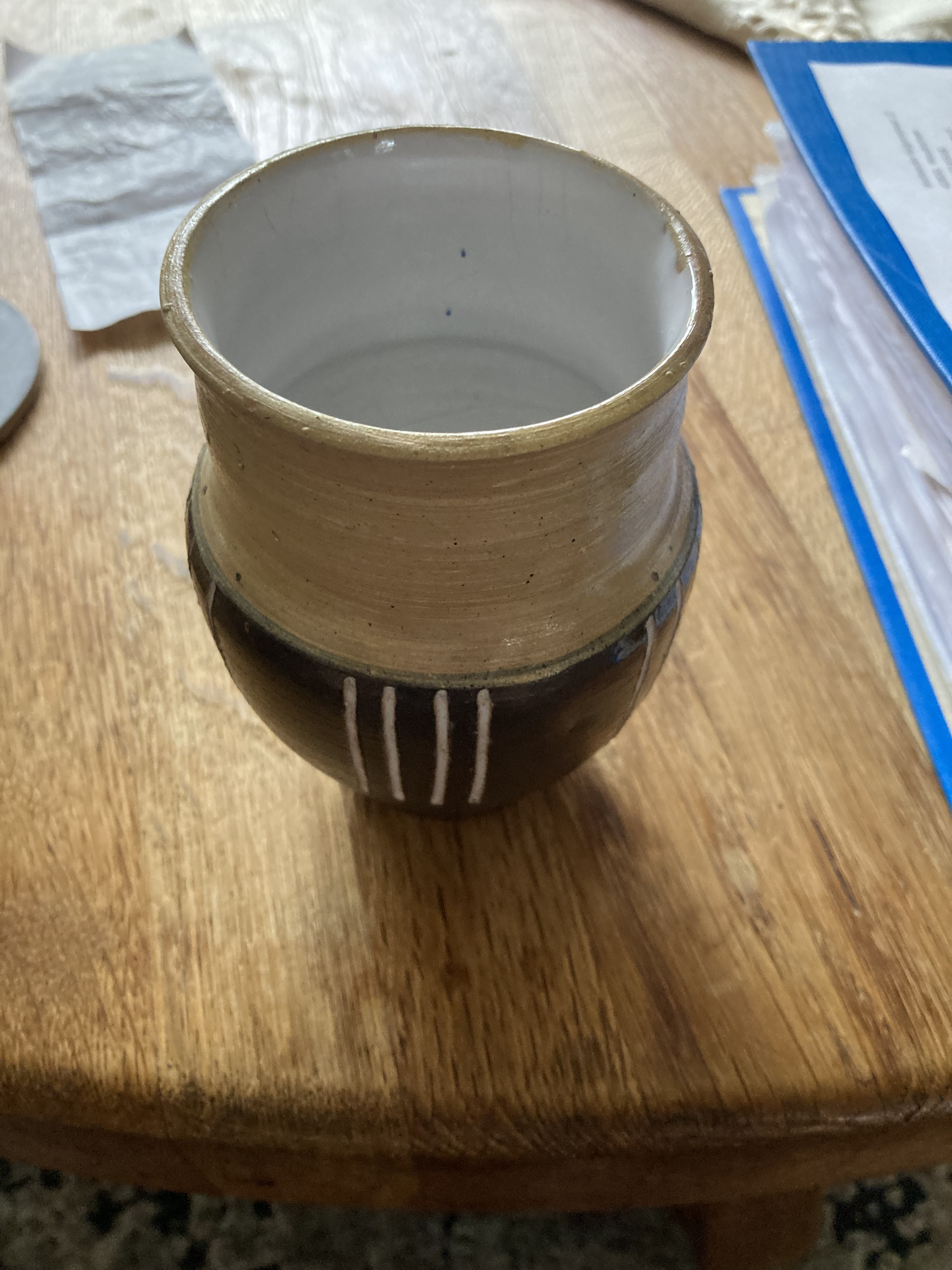
Vaasje

- RKD-Nederlands Instituut voor Kunstgeschiedenis: 78421